# Louis de La Palud

Wappenschild des Kardinals

Louis de La Palud OSB (* zwischen 1370 und 1380; † 21. September 1451 in Rom) war von 1431 bis 1433 Bischof von Lausanne, von 1441 bis zu seinem Tod Bischof von Saint-Jean-de-Maurienne und Kardinal.

## Biografie
Louis entstammte einer Familie aus der Bresse, er war der Sohn von Aymé de La Palud, Herr von Varambon und Alix de Corgenon. Nach einem Studium an der Sorbonne trat er in die Benediktinerabtei Tournus ein. Er wurde 1404 Abt von Ambronay und 1413 Abt seines Professklosters von Tournus. Louis nahm an den Konzilien von Konstanz (1414–1418), Siena (1423) und Basel (1431–1449) teil. 1431 wurde er zum Bischof von Lausanne ernannt. Papst Eugen IV. transferierte ihn 1433 nach Avignon. Louis akzeptierte die Versetzung nicht und wurde 1435 vom Basler Konzil bestätigt, woraufhin ihn Eugen IV. 1436 exkommunizierte. Der Gegenpapst Felix V. erhob ihn 1440 zum Kardinal und 1441 zum Bischof von Saint-Jean-de-Maurienne. 1449 schloss er sich Papst Nikolaus V. an, der ihm vergab und ihn 1449 zum Kardinalpriester von Sant’Anastasia ernannte.